# Gamergu (peuple)
Pour les articles homonymes, voir Gamergu.
Les Gamergu (ou Amalguwa, Gamerghu, Malgwa, Malgwe, Muks-amalguwa) sont une population d'Afrique centrale vivant dans les monts Mandara, principalement au nord-est du Nigeria, également au nord du Cameroun.

## Langue
Ils parlent le gamergu, un dialecte du wandala.